# Suzuki GSX 650F
Suzuki GSX 650F – japoński motocykl sportowo-turystyczny produkowany przez firmę Suzuki od 2008 roku.

## Dane techniczne/Osiągi
Silnik: R4

Pojemność silnika: 656 cm³

Moc maksymalna: 85 KM (10500 obr./min)

Maksymalny moment obrotowy: 61,8 Nm (8.900 obr./min)

Prędkość maksymalna: 217 km/h

Przyspieszenie 0-100 km/h: 3,1s